# 孟钊
孟钊，河南泌阳人，明朝政治人物。同进士出身。

## 生平
孟钊曾于天顺年间(1457～1464年)接替胡钦任延平府知府一职，成化年间(1465～1487年)由郑时接任。